# Saint-Ferréol-d'Auroure
Saint-Ferréol-d'Auroure é uma comuna francesa na região administrativa de Auvérnia-Ródano-Alpes, no departamento de Alto Loire. Estende-se por uma área de 10,82 km². Em 2010 a comuna tinha 2 503 habitantes (densidade: 231,3 hab./km²).